# Ops (singolo)
Ops è un singolo del rapper italiano Mr. Rain pubblicato il 18 maggio 2018 per l'etichetta Warner Music Italy. La canzone è stata certificata con il disco d'oro.

## Tracce
1. Ops

## Classifiche
| Classifica (2018) | Posizione massima |
| ----------------- | ----------------- |
| Italia            | 33                |